# (2827) Vellamo
(2827) Vellamo es un asteroide perteneciente al cinturón de asteroides, descubierto el 11 de febrero de 1942 por Liisi Oterma desde el Observatorio de Iso-Heikkilä, en Turku, Finlandia.

## Designación y nombre
Designado provisionalmente como 1942 CC. Fue nombrado Vellamo en homenaje a Vellamo, diosa finlandesa del mar.